# Moucherolle aquatique
Fluvicola nengeta
Espèce
Synonymes
- Lanius nengeta Linnaeus, 1766, le protonyme
- Oenanthe climazura Vieillot
- Fluvicola climazura
- Fluvicola cursoria

Statut de conservation UICN

 LC  : Préoccupation mineure
Répartition géographique
Le Moucherolle aquatique (Fluvicola nengeta) est une espèce d’oiseaux de la famille des Tyrannidae.
Il a été par le passé appelé « Motteux à queue étagée ».

## Répartition et sous-espèces
Cet oiseau est réparti en deux sous-espèces :
- F. n. atripennis Sclater, 1860 — Tumbes ;
- F. n. nengeta (Linné, 1766) — Brésil.

## Galerie

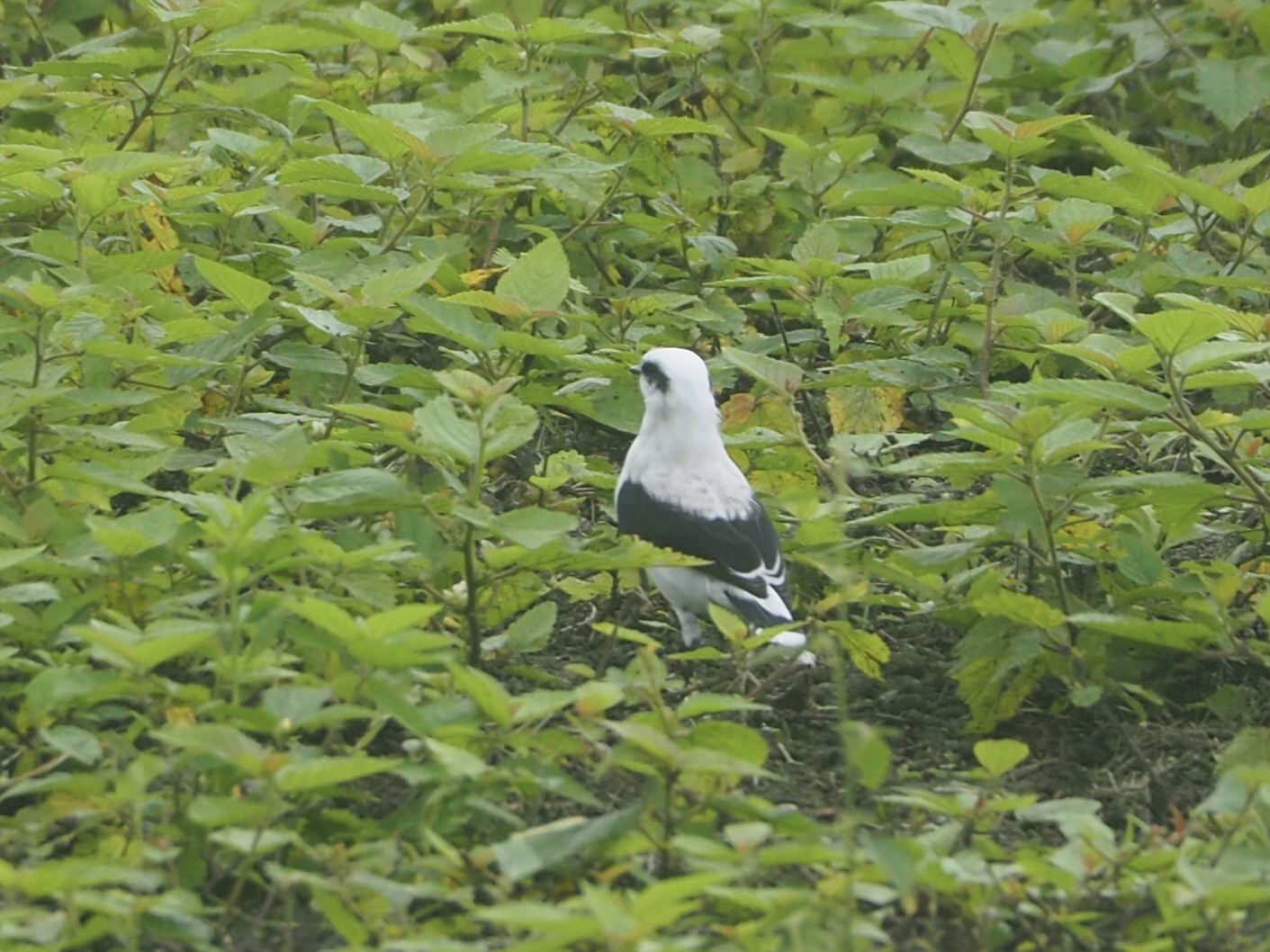
en Équateur
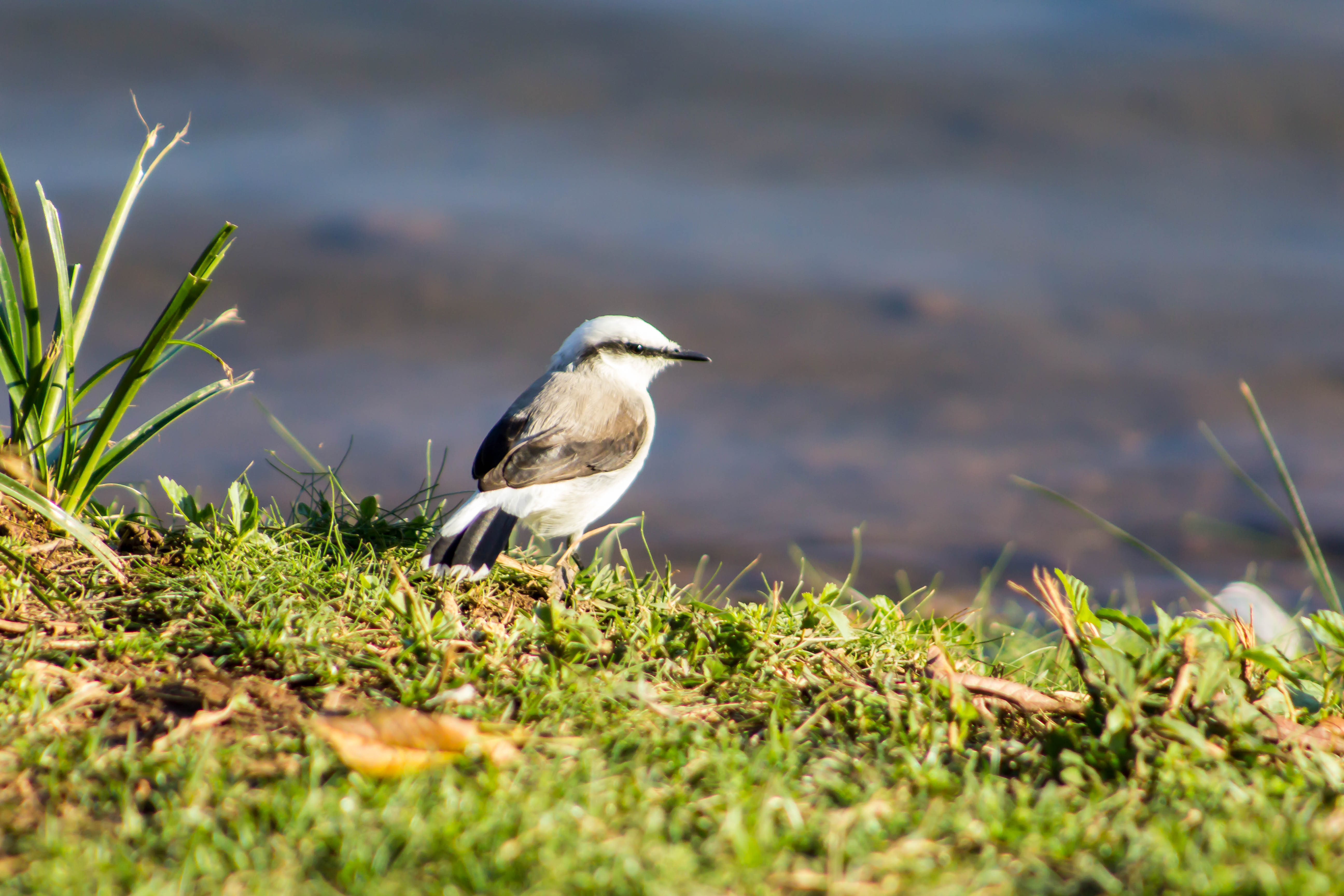
au parc d'Ibirapuera